# Adzuna
Adzuna – internetowy agregator i wyszukiwarka ofert pracy prowadzona przez brytyjską firmę AdHunter Ltd. Dedykowane witryny internetowe działają w 16 krajach na świecie, w tym w Polsce.

## Informacja o serwisie
Podobnie jak inne wyszukiwarki ofert pracy, Adzuna gromadzi i wyświetla oferty z dużych tablic ogłoszeń, wyspecjalizowanych portali pracy i stron pracodawców, tworząc z nich jedną bazę danych. Brytyjski serwis Adzuna zawiera około 1 miliona ofert pracy z Wielkiej Brytanii oraz różnego rodzaju statystyki trendów na tym rynku pracy.
W listopadzie 2012 roku Adzuna (UK) dostarczała dane dotyczące rynku pracy do tzw. „Number 10 Dashboard”, czyli rządowej aplikacji zbudowanej przez Government Digital Service z której korzystał premier Wielkiej Brytanii David Cameron oraz jego urzędnicy, aby zapoznać się z aktualnymi wskaźnikami ekonomicznymi dla kraju. W kwietniu 2013 roku Adzuna ogłosiła, że uruchomi swoje wyszukiwarki ofert pracy w pięciu kolejnych krajach, czyli w Niemczech, Kanadzie, RPA, Australii oraz Brazylii. W styczniu 2014 Adzuna uruchomiła swój serwis we Francji, Holandii, Polsce, Rosji oraz w Indiach. We wrześniu 2017 roku Adzuna ogłosiła uruchomienie poprawionej wersji usługi „ValueMyCV”, która na podstawie CV analizuje wysokość zarobków, jakich może spodziewać się kandydat z danym doświadczeniem zawodowym na brytyjskim rynku pracy.
W 2018, Adzuna wygrała w Wielkiej Brytanii przetarg na prowadzenie rządowego portalu dla Departamentu Pracy i Emerytur, Find a Job.

## Historia firmy
Adzuna została założona w 2011 roku przez Andrew Huntera, byłego dyrektora ds. marketingu w firmie Gumtree oraz VP marketingu w Qype; oraz przez Douga Monro, który był dyrektorem wykonawczym w Gumtree, oraz pracował jako dyrektor ds. operacyjnych w Zoopla.
Projekt wystartował w wersji beta w 2011 dzięki Passion Capital oraz Angel Investors, które razem zainwestowały w tej projekt 300 000 GBP. W lipcu 2011 serwis oficjalnie zaczął działać w Wielkiej Brytanii. W styczniu 2012 roku firma ogłosiła kolejne inwestycje, tym razem 500 000 GBP pozyskane od Index Ventures oraz The Accelerator Group w celu rozszerzenia usługi na kolejne kraje oraz branże. W 2015 roku Adzuna pozyskała 2 mln GBP od ponad 500 inwestorów korzystając z kampanii crowdfunding na platformie Crowdcube.
W 2011 roku Adzuna została zaliczona przez Statups.co.uk do czołówki firm wschodzących na brytyjskim rynku. W 2013 V3 Magazine również uznał Adzuna w UK za jeden z 10 czołowych startupów wśród firm technologicznych. W tym samym roku Wired umieścił firmę na swojej liście 10 najlepszych startupów w Londynie. W 2015 roku Adzuna znalazła się w rankingu szybkorozwijających się startupów prowadzonym przez Tech City’s Future Fifty.
W styczniu 2014 roku Fairfax Media ogłosiło joint venture z Adzuna w Australii. W maju 2018 roku Adzuna ogłosiła pozyskanie kolejnych funduszy, w wysokości 8 mln GBP od Smedvig Capital.